# 亞基米夫
49°58′29″N 24°20′38″E / 49.97472°N 24.34389°E
亞基米夫（羅馬化：Yakymiv）是烏克蘭西部的村莊，隸屬利維夫州的利維夫區。該村始建於1547年，面積0.68平方公里，海拔高度234米，2001年人口299。